# Ђула Келнер
Ђула Келнер (мађ. Kellner Gyula; Будимпешта, 11. април 1871 — Солнок, 28. јули 1940) је био мађарски атлетичар, учесник првих Олимпијских игара 1896. у Атини.
Келнер је био један од 17 атлетичара маратонске трке, првих Игара модерног доба. У трци су учествовали поред 12 Грка, 2 Француза, и по један Британац, Американац и Мађар.
Победници су била три Грка Спиридон Луис, Карилаос Василакос и Спиридон Белокас, који је стигао за 3:06,30 само пет секунди брже од четвртог Ђуле Келнера, са резултатом 3:06,35.
Келлнер је убрзо након завршетка трке уложио жалбу уз отптужбу да се Белокас део трке возио у колима. Престолонасљедник, који је присуствовао овој историјској трци је наложио принцу Ђорђу нека истражи и открије детаље. Резултати нису објављени у службеном извештају догађаја, али је Белокас заиста дисквалификован, а Келнер проглашен трећим.